# Kruonis

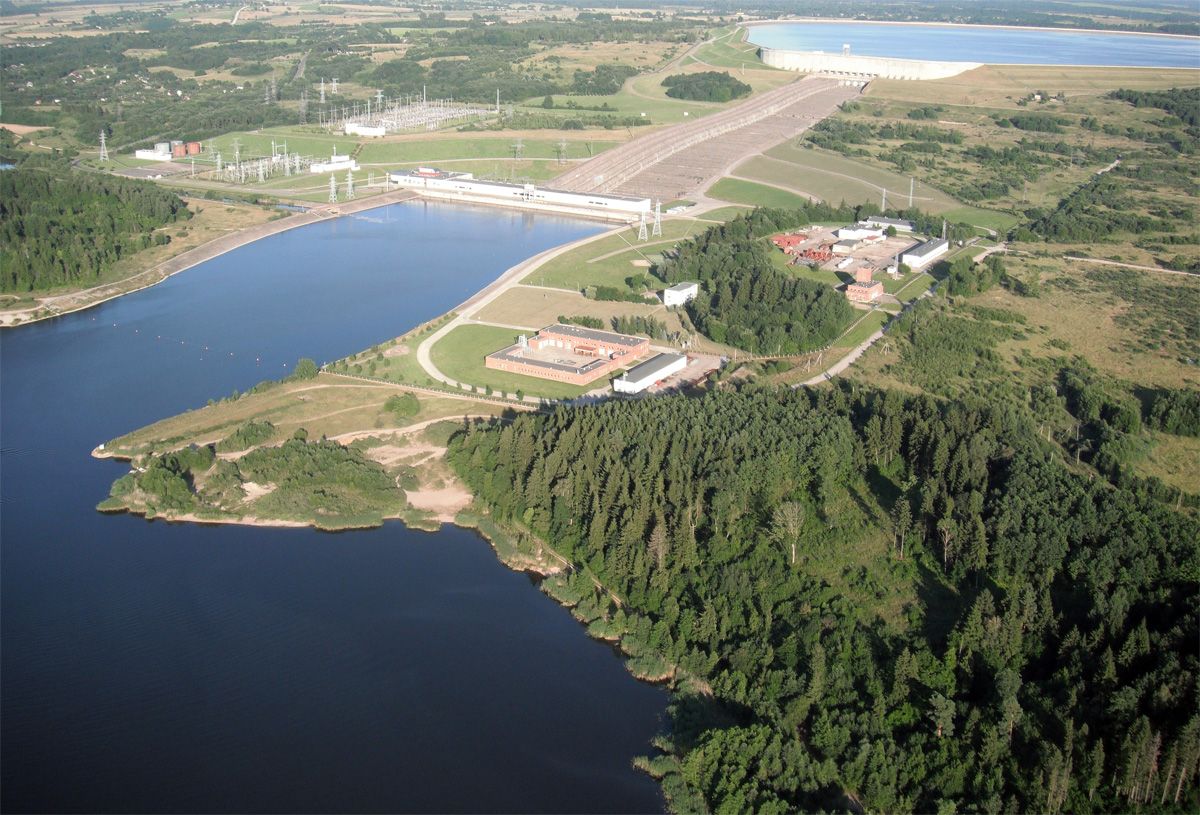
Pumpspeicherkraftwerk

Kruonis ist ein Städtchen (miestelis) mit 661 Einwohnern an der  Kruonė in der Rajongemeinde  Kaišiadorys, Litauen. Hier befindet sich das Pumpspeicherkraftwerk Kruonis. Bereits im 15. Jahrhundert gab es den Gutshof Kruonis. 1472 baute der litauische Großfürst Kasimir IV. Andreas eine Kapelle. In Kruonis befindet sich die katholische Kirche der Heiligen Jungfrau Maria, Königin der Engel, die 1626 als erste unierte Kirche in Litauen erbaut wurde.

## Galerie

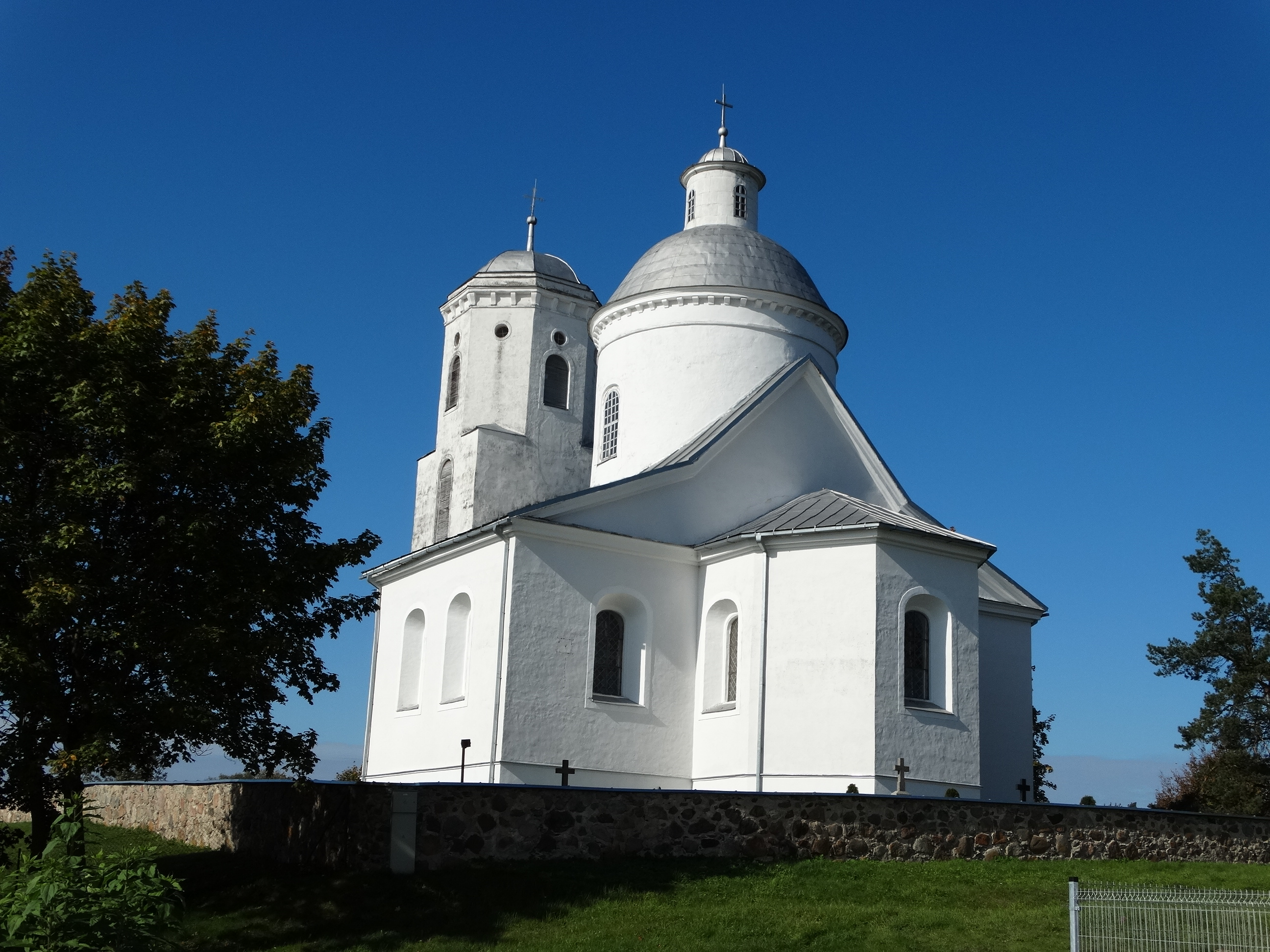
Hauptgebäude der Marien-Kirche, rückwärtige Ansicht
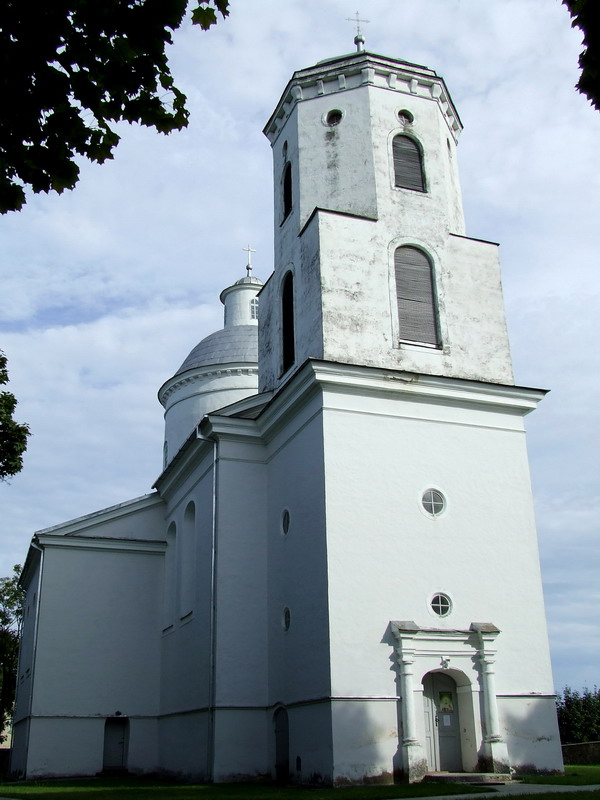
Hauptgebäude der Marien-Kirche, Frontalansicht
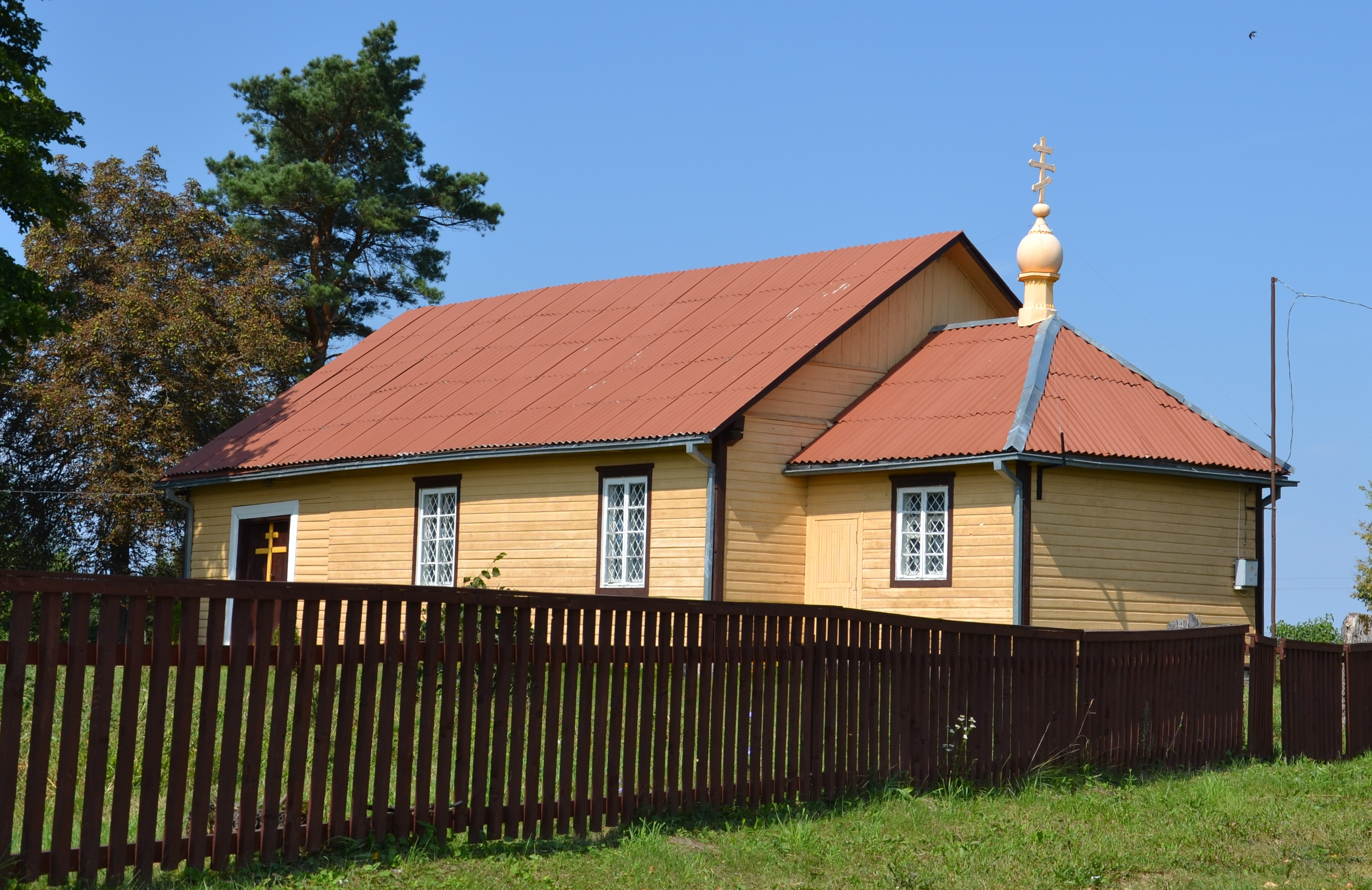
Orthodoxe Kirche
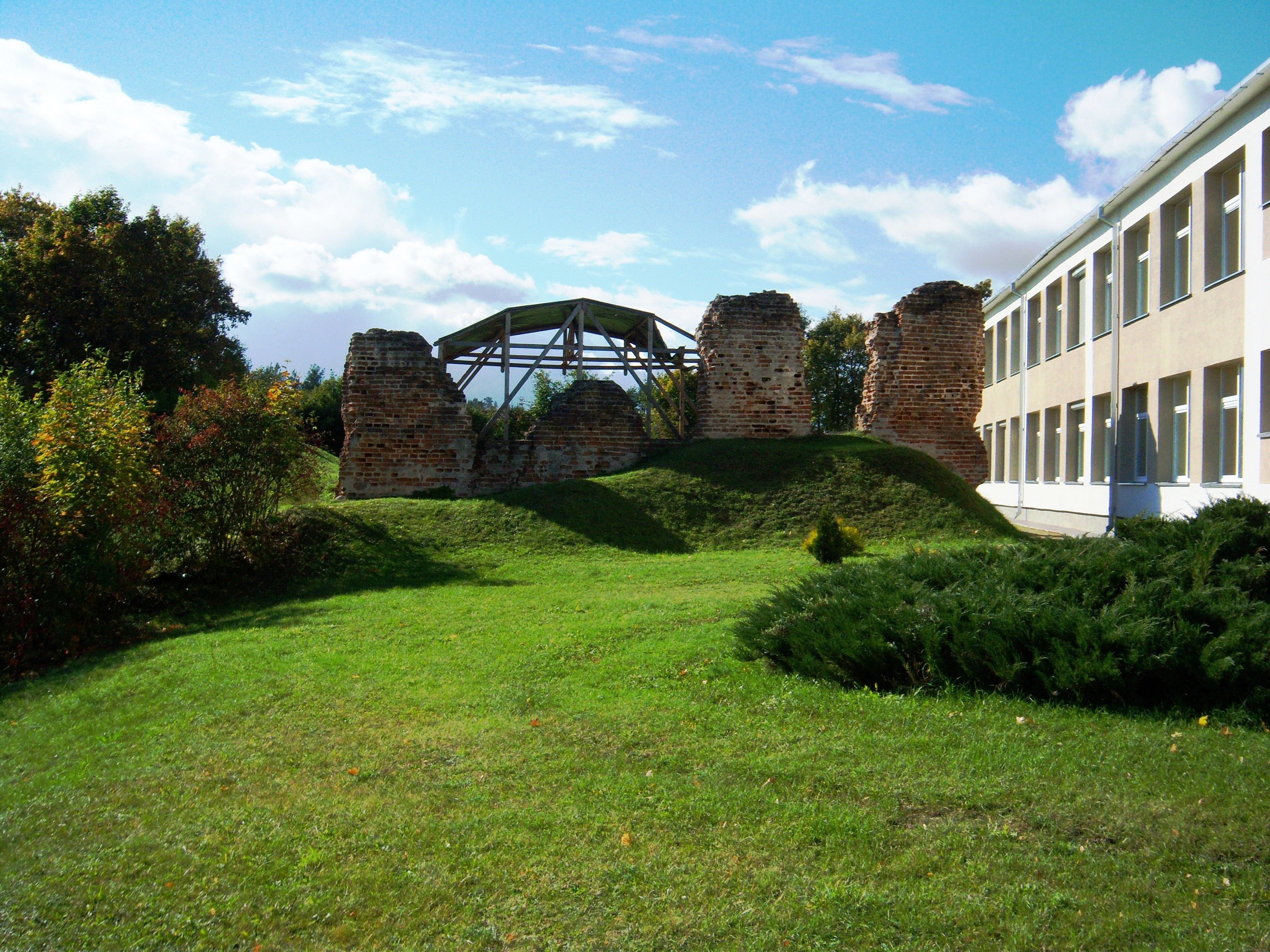
Ruine des ehemaligen Herrenhauses
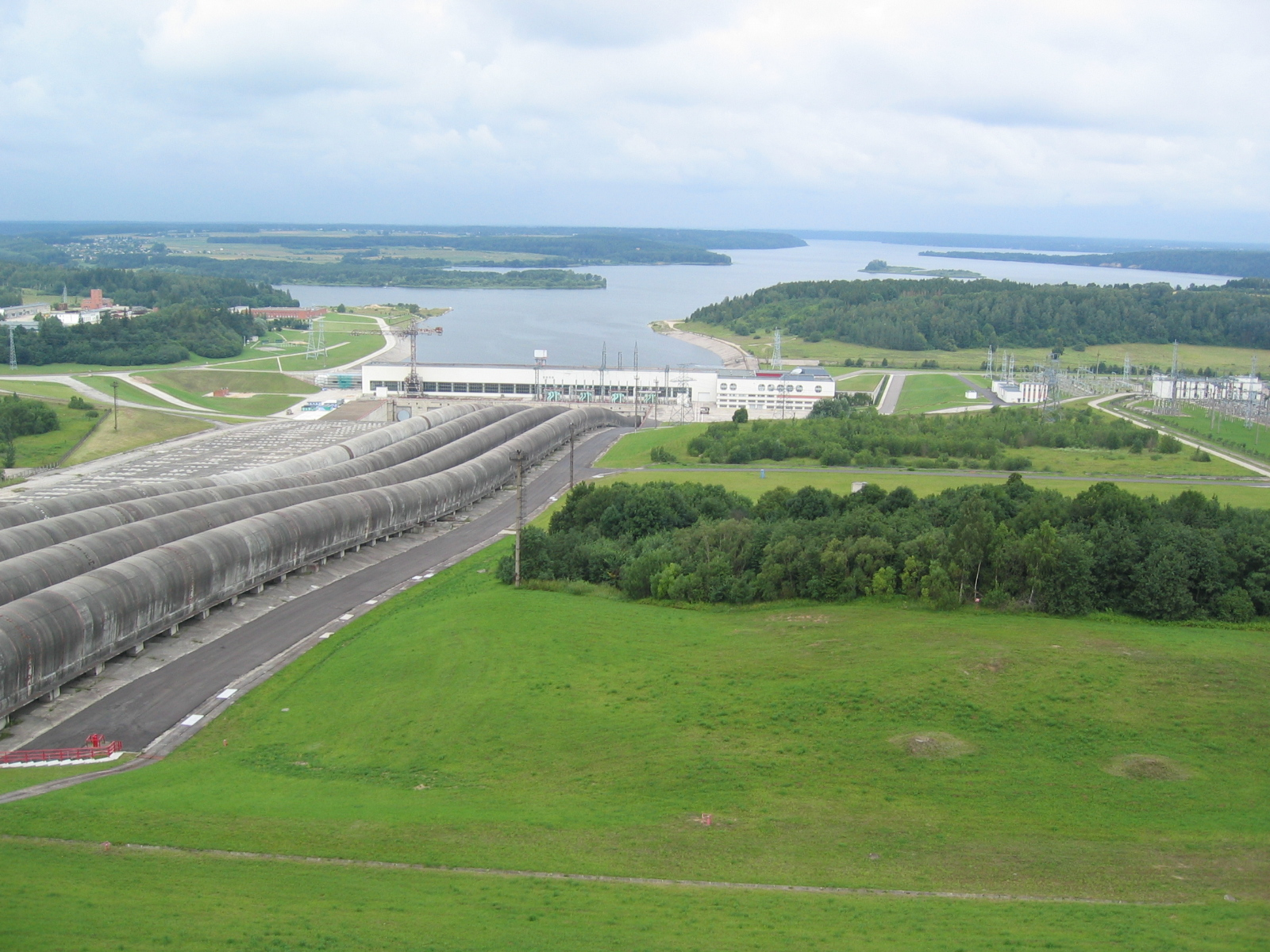
Pumpspeicherkraftwerk